# Antoine-Rémy Polonceau

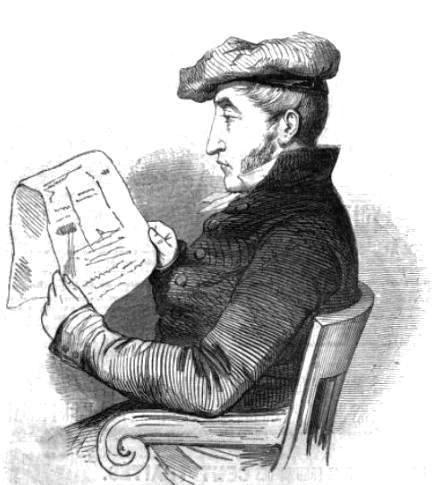
Antoine-Rémy Polonceau

Antoine-Rémy Polonceau (Reims, 1778  - Roche-lez-Beaupré, 29 december 1847) was een Franse ingenieur. Hij was als ingenieur de ontwerper van toen heel vernieuwende bruggen. 

## Leven en werk
Polonceau studeerde aan de École polytechnique en na zijn afstuderen (1796) werd hij aansteld als ingénieur des ponts et chaussées. In die functie was hij actief in het departement Isère bij de aanleg van wegen naar de Col du Lautaret, de Col des Échelles en de Simplonpas. Zo was hij betrokken bij de bouw van de Simplontunnel. Hij werkte ook in de departementen Mont-Blanc en Seine-et-Oise. Daar was hij verantwoordelijk voor het verkeer op de Seine en ontwierp hij de brug van Maisons-Laffitte. Hij ontwierp ook sluizen waarbij hij gebruik maakte van beton dat onder water kon harden. 
In 1830 werd hij benoemd tot inspecteur des ponts et chaussées. Hij droeg zo bij tot de verspreiding van macadamwegen in Frankrijk en ontwierp hij de tussen 1834 en 1839 gebouwde Pont du Carrousel bij het Louvre. Dit was een boogbrug van een samenstel van hout en ijzer, revolutionair in een tijd dat hangbruggen nog heel erg in de mode waren. En hij was betrokken bij de aanleg van de spoorlijn Versailles - Paris-Rive-Gauche. 
Na zijn pensioen trok Polonceau zich terug in Roche-lez-Beaupré, waar hij enkele jaren later overleed.

### Polonceaumethode

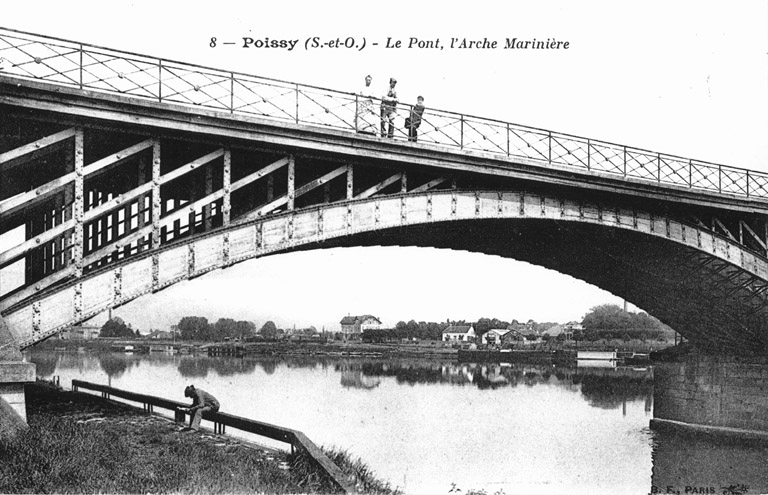
Brug van Poissy volgens de Polonceaumethode

Bruggen volgens de Polonceaumethode overspanden 24 meter met een enkele ijzeren boog. Ze waren iets duurder dan hangbruggen bij de bouw, maar hadden het voordeel dat de brug plaatselijk kon worden gemaakt en dat ze erg duurzaam waren. De bouw van deze bruggen werd dan ook gepromoot door de Franse staat.

## Eerbewijzen
In de Parijse wijk Goutte d'Or is er een straat naar hem vernoemd. Hij is een van de 72 Fransen wier namen in reliëf op de Eiffeltoren zijn aangebracht.